# 戸脇
戸脇（とわき）は岡山県津山市にある地名。郵便番号は709-4622。

## 地理
倭文川が東西を流れる。東は美咲町錦織、打穴下、北は久米川南、西は桑下、南は美咲町打穴下と接する。

### 河川
- 倭文川
- 打穴川

## 歴史

### 沿革
- 1889年6月1日 - 町村制施行に伴い、久米北条郡戸脇村が同郡桑上村、桑下村、福田上村、福田下村と合併し、倭文東村となる。戸脇村は大字戸脇となる。
- 1900年4月1日 - 久米北条郡が久米南条郡と合併し、久米郡となる。
- 1940年9月1日 - 久米郡倭文東村が倭文中村と合併し、倭文村となる。
- 1955年1月1日 - 倭文村が大井町、久米村と合併し、久米町となる。
- 2005年2月28日　久米町が苫田郡加茂町・阿波村、勝田郡勝北町とともに津山市に編入される。

## 世帯数と人口
2021年（令和3年）1月1日現在の世帯数と人口は以下の通りである。
| 町丁 | 世帯数 | 人口  |
| ---- | ------ | ----- |
| 戸脇 | 63世帯 | 156人 |

## 小・中学校の学区
市立小・中学校に通う場合、学区は以下の通りとなる。
| 番地 | 小学校             | 中学校             |
| ---- | ------------------ | ------------------ |
| 全域 | 津山市立秀実小学校 | 津山市立久米中学校 |

## 交通

### 道路
- 国道429号（一部県道159号と重複区間）
- 岡山県道159号久米中央線（一部国道429号と重複区間）

## 施設
- リサイクルセンター久米